# Línguas euroasiáticas
As línguas euroasiáticas são um grupo de línguas proposta por Joseph H. Greenberg que incluem línguas da Europa, Ásia, e América do Norte. Teriam se distinguido, segundo estimado, por volta de 14 000-12 000 A.P. e englobam o nostrático (línguas indo-europeias, urálicas e altaicas), o dravídico e cartevélicas. Pensa-se, nesta teoria, que as línguas chukotko-kamchatkanas e esquimó-aleútes pertencem ao nostrático.